# ضروان (أمانة العاصمة)
ضروان هي إحدى قرى مديرية ضواحي الأمانة همدان التابعة لمحافظة أمانة العاصمة صنعاء اليمنية، بلغ  تعداد سكانها 4326 نسمة حسب الإحصاء الذي أجري عام 2004.